# Geolycosa urbana hova
Geolycosa urbana là một phân loài nhện trong họ Lycosidae.
Loài này thuộc chi Geolycosa. Geolycosa urbana hova được Embrik Strand miêu tả năm 1907.